# 식물성 고기

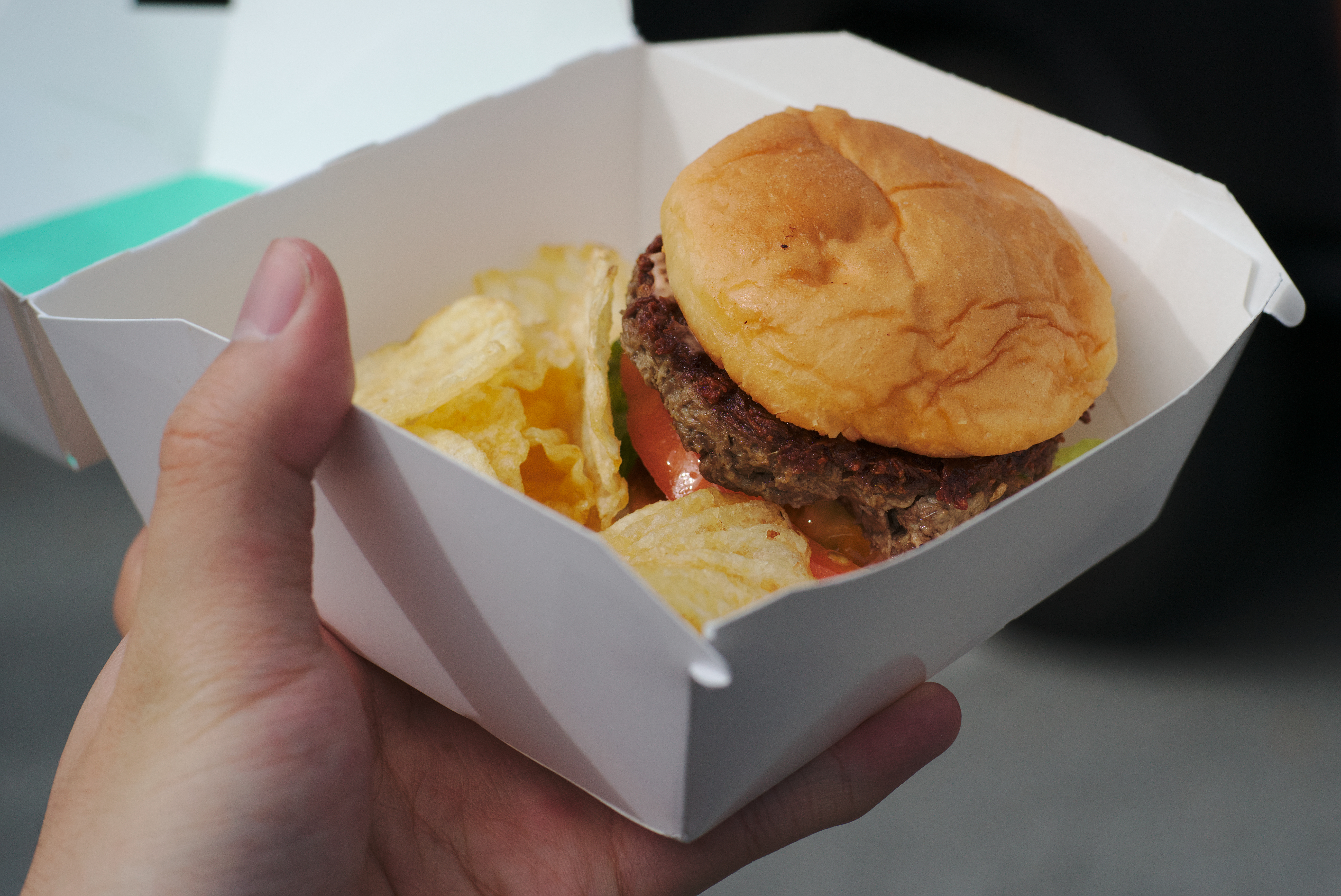

식물성 고기(植物性--)는 식물성 재료를 사용한 대체육이다. 모든 대체육이 식물성은 아니며 균단백질(mycoprotein)을 활용한 비 식물성의 대체육도 있다.

## 종류
- 콩고기
- 밀고기